# محبوبة (رواية)
محبوبة هي رواية من تأليف الكاتبة الأمريكية توني موريسون (بالإنجليزية:توني موريسون)، صدرت في عام 1987 بعد الحرب الأهلية في أمريكا عام (1861–1865)، وهي مستوحاة من قصة زنجية أمريكية ذات أصول أفريقية تدعى مارجريت جارنر (بالإنجليزية:Margaret Garner)، التي كانت واحدة من بين الذين هربوا من مناخ العنصرية في الجنوب الأمريكي -كنتاكي- في نهاية يناير عام 1856، لتستقر بعد ذلك في اوهايو - الدولة الحرة آنذاك، بطلة الرواية هي سيث وهي أيضا زنجية استطاعت الفرار من جور العبودية إلى سينسيناتي- أوهايو، وبعد مرور 28 يوما حضر جماعة من الرجال لاسترداد سيث وأطفالها بموجب قانون الرقيق الهارب في عام 1850 الذي يعطي مالكي الرقيق الحق في تعقب الهاربين خارج حدود البلاد، وهو ما دفع سيث أن تفضل ذبح طفلتها ذات العامين على أن تسمح لهم بأخذها مجددا إلى سويت هوم: مزارع العبودية في كنتاكي، وهو المكان الذي لاذت بالفرار منه، وبعد سنوات تردد شبح ابنتها التي كانت تدعى محبوبة لتطارد ضمير سيث في منزلها الواقع على طريق بلوستون 142 في سينسيناتي- أوهايو.

افتتحت القصة بتقديم الشبح: «منزل رقم 124 مليء بالحقد وبنقمة الأطفال.»

حازت الرواية على جائزة بوليتزر عن فئة الأعمال الخيالية عام 1988، وفشلت في نيل جائزة الكتاب الوطنية عام 1987، تحولت هذه الرواية إلى فيلم سينمائي يحمل نفس الاسم من بطولة أوبرا وينفري، كما رشحها استطلاع لنيويورك تايمز للكتاب والنقد الأدبي كأفضل عمل للخيال الأمريكي خلال الأعوام من 1981 حتى 2006، وأشارت مجمل قراءات الكتاب والتي بلغت 60 مليون وأكثر إلى الأفارقة وأولادهم الذين قتلوا أثناء تجارة الرقيق عبر المحيط الأطلسي.
وكانت الكتابات المنقوشة على الكتاب هي رسالة بولس الرسول إلى أهل رومية 9:25.

## ملخص الحبكة
تدور أحداث الكتاب حول قصة سيث وابنتها دنفر بعد أن لاذتا بالفرار من العبودية، حيث سكن منزلهما في سينسيناتي شبح اعتقدتا بأنه روح ابنة سيث، وجود هذه الروح وعبثها بأثاث المنزل وتطايرها حول الغرفة في بعض الأحيان كان السبب وراء عزلة دنفر وخجلها، السبب في جعلها حبيسة المنزل دون أصدقاء، كما أن ابنيها هوارد وبوجلر غادرا بعيدا عن المنزل في عمر الثالثة عشر، وبعدها بفترة وجيزة توفيت بيبي سجز- والدة هال زوج سيث- على فراشها.
وصل بول د. الذي كان يعمل يوما بجانب سيث وهال وغيرهم من الرقيق الآخرين في مزارع سويت هوم- كنتاكي- إلى منزل سيث وحاول ساعيا أن يجعله بيتا بهيجا مليئا بالحياة، وفي إحدى محاولاته لجعل عائلة سيث تنسى ماضيها أجبر بول روح محبوبة على الخروج.
بدت محاولاته ناجحة في البداية حتى أنه استطاع أن يخرج دنفر من عزلتها لأول مرة بعد سنوات إلا أنهم تفاجأوا في طريق العودة بامرأة شابة جالسة أمام المنزل اسمها «محبوبة»، راودت بول الشكوك وحذر سيث من تصديق الأمر إلا أن سيث انسحرت بالمرأة الشابة وتجاهلته، واضطر بول لترك المنزل تدريجيا بسبب حضور خارق للطبيعة.
حاصرت محبوبة بول د. بعد أن اعتاد النوم خارجا في سقيفة، وبينما كان يمارس الجنس معها راودته ذكريات مرعبة من ماضيه، وحاول بول د. اخبار سيث ولكن الشعور بالذنب قد استحوذ عليه، وبدلا من الإفصاح عن ذلك غير محور حديثه وطلب منها أن تنجب، الأمر الذي أسعد سيث بيد أن بول د. قاوم محبوبة وتصدى تأثيرها عليه، وأبدى أصدقاء بول د. في العمل خوفهم عندما أخبرهم بخطته في تكوين أسرة، بعدها كشف ستامب بيد عن السر وراء رفض المجتمع لسيث.
سردت سيث قصتها لبول د. عندما سألها عن الأمر قائلة: بعد الهروب من الجنوب إلى الشمال حيث أطفالها الذين كانوا بانتظارها في منزل عمتها بيبي سجز تفاجأت بوجود سيدها الذي حاول اعادتها هي وأطفالها إلى الجنوب، أمسكت سيث أطفالها وركضت بهم إلى مرآب للأدوات محاولة قتلهم جميعا إلا أنها استطاعت ذبح أكبر بناتها بواسطة منشار، بررت سيث فعلتها قائلة: أنها كانت «تحاول وضع أطفالها في مأمن»، تجرع بول د. مرارة هذه الحقيقة وغادر تاركا المنزل، فقد المنزل حس بول د. وتوقف في غيابه الوقت.
بدأت سيث بتصديق أن محبوبة هي نفسها ابنتها ذات العامين التي قامت بذبحها، والذي كتب على شاهد قبرها «محبوبة»، ثم أخذت سيث بإنفاق كل ما تملك في سبيل إرضاء محبوبة كما أخرجتها من دائرة الذنب، اشتاطت محبوبة غضبا وزادت طلباتها وأصبحت تنتابها نوبات الغضب هذه في كل مرة لا تعترض سيث طريقها.
وجود محبوبة استنزف حياة سيث حيث أنها باتت تضحي بطعامها، وفي حين أن محبوبة ازدادت تضخما، تضاءلت سيث حجما.
في تصاعد أحداث القصة خرجت دنفر الابنة الأصغر لسيث هاربة إلى المجتمع الزنجي طلبا للمساعدة، بعدها حضرت بعض النساء من القرية لتطهير المنزل من روح محبوبة، وفي نفس الوقت وصل رجل من البيض من أجل دنفر التي سألته عن عمل بدون أن تخبر سيث عن الأمر وهو نفسه من وهب بيبي سجز والدة هال هذا المنزل كمأوى لها بعد أن حررها هال من مالكيها، وعلى غفلة بما يحصل هجمت سيث على الرجل بواسطة ملقاط ثلج، والذي نُقل بواسطة نساء القرية، وبينما كانت سيث مشوشة تستعيد ذكريات مالكها، اختفت محبوبة.
تتحول أحداث الرواية لتتحدث عن دنفر كعضو عامل في المجتمع، كما عاد بول د. مجددا ليجدد الوفاء في حبه لسيث.

## الفكرة العامة

### علاقة الأم والابنة
كبحت الرابطة الأمومية بين سيث وأطفالها من شخصيتها ومنعت من تطور ذاتها، وقادت عاطفة الأمومة الخطيرة التي طورتها سيث إلى ذبح ابنتها، «ذاتها التي تفضلها»، كما أدت إلى نفور ابنتها الأخرى من مجتمع الزنوج وكل هذا كان محاولة منها لتخليص نفسها من «وهم المستقبل»، وتخليص أطفالها من حياة العبودية، إلا أنها فشلت في إدراك حاجة دنفر للتفاعل مع المجتمع من أجل أن تشعر أنها لم تعد طفلة.
نجحت دنفر أخيرا في نهاية الرواية في تأسيس شخصيتها المستقلة وتميزها بمساعدة محبوبة، وعلى نقيض دنفر أصبحت سيث وحيدة بعد طرد روح محبوبة، وسرعان ما قبلت بعلاقتها الأولى مع بول د. قبولا تاما «من أجل ذاتها»، وخلّصت هذه العلاقة سيث من الهلاك الذي ترتب على سيطرة الرابطة الأمومية على حياتها، وتسبب استعبادها في الماضي إلى اضطراب وضعف عاطفي لدى سيث ومحبوبة؛ فالاسترقاق يفصل بين الأم وطفلها والذي له عواقب وخيمة على الطرفين، إضافة إلى ذلك فان احتياج الطفل بداية يتعلق بالأم فحاجته للحليب يرتبط بها، حيث استاءت سيث مما اختبرته عند اغتصاب حليبها، الأمر الذي حال دون تشكيل رابطة رمزية بينها وبين ابنتها.

### تعريف الرجولة
يتضمن المغزى المهيمن على قصة سيث مناقشة الرجولة والذكورة. تصوِّر رواية محبوبة العبودية في شعورَين رئيسيين هما: الحب والحفاظ على النفس، ومع ذلك، تفعل موريسون ما هو أكثر من تصويرها للمشاعر.
هوَّلت المؤلفة في وصفها للعبودية لتتحدث عن أخلاق الرجولة. وشوَّهت من الرجل نفسه. كشفت موريسون عن مسارات مختلفة لمعنى الرجولة من خلال حيَلها الأسلوبية. وضعت مفاهيم جديدة لفهم تراث العبودية الذي صُوِّر بأفضل شكل عبر الأساليب البلاغية. لفهم تصور بول دي عن الرجولة، أدرجت موريسون عمدًا بعض كلماته وأفكاره نصف المكتملة، لتزود الجمهور بـ«لمحة» عما يدور في عقله. ومع ذلك طوال أحداث الرواية، كان تصوير بول دي للرجولة يواجه تحديًا مستمرًا من خلال معايير وقيم الثقافة البيضاء. توضح الكاتبة الفرق بين القيم «الغربية» والقيم «الإفريقية» وكيف يبرز الجدال المُثار بين القيمتين من خلال التلميحات والمقارنة بينهما. ناورت رسالتها على الرغم من الجو الاجتماعي العام لكلماتها، والتي أُبرزت أكثر بدوافع وأفعال الشخصية.
بول دي هو ضحية الدونية العنصرية، أحلامه وأهدافه عالية جدًا لدرجة أنه لن يكون قادرًا على تحقيقها مطلقًا بسبب لون بشرته. مع ذلك، لا يرى بول دي اللون عاملًا مهمًا؛ يرى أنه يتمتع بنفس مكانة نظائره البيض، رغم أن ذلك لم يكن ممكنًا أبدًا خلال هذا العصر. اعتقدَ أنّ له الحق في الوصول إلى كلٍ من أهدافه بسبب تضحياته وما مرَّ به: أن المجتمع سوف يدفع له المال ويسمح له بالقيام بما يرغبه قلبه.
خلال حقبة إعادة الأعمار، وُضِعت قوانين جيم كرو قيد التنفيذ للحد من حركة الأمريكيين من أصل أفريقي ومشاركتهم في المجتمع الذي يهيمن عليه البيض. كان على الرجال السود خلال هذا الوقت إثبات هويتهم الخاصة، والذي قد يبدو مستحيلًا بسبب كل القيود المفروضة عليهم. كافح العديد من الرجال السود، مثل بول دي، للعثور على قيمتهم في مجتمعهم وتحقيق أهدافهم بسبب «التعجيزات» التي حصرتهم في جزء معين من التسلسل الهرمي الاجتماعي.
في رواية محبوبة، تلاحظ سيث أنَّ بول دي يجلس على قاعدة درج الكنيسة «... حاملًا في يده قنينة خمر، مجردًا من كل ملامح الرجولة التي تسمح له بأن يقدم العناية والمحبَّة للجريحة سيث...» (132). طوال أحداث الرواية، يجلس بول دي على قاعدة أساس أو شيء من هذا القبيل مثل عقب شجرة أو درجات السلم على سبيل المثال. يمثل هذا مكانته في المجتمع. الرجال السود هم أساس المجتمع، لأنه دون عملهم الشاق، لن يحقق الرجال البيض أيَّ نفع. فهم أُجبروا على المجتمع حيث اعتُبروا «ذوي مكانة أقل» بسبب لون بشرتهم.

### الألم
الألم طوال هذه الرواية عام لأن كلّ من استُعبد عانى من ندوب شديدة، سواء كان ذلك جسديًا أو عقليًا أو اجتماعيًا أو نفسيًا. تميل بعض الشخصيات إلى «إضفاء طابع رومانسي» على آلامها بطريقة تجعل من كل تجربة نقطة تحول في حياة المرء. جرى هذا المفهوم على مرّ التاريخ في التقاليد التأملية المسيحية المبكرة وتقاليد البلوز الأمريكية الأفريقية.
محبوبة هي كتاب التعذيب المنهجي الذي كان على العبيد السابقين التعامل معه بعد إعلان تحرير العبيد. لذلك، في هذه الرواية، يشبه السرد متاهة معقدة لأنّ جميع الشخصيات «جُرّدوا» من صوتهم، وحكاياتهم، ولغتهم بطريقة يتضاءل فيها إحساسهم بالذات. وأيضًا، كانت لكل الشخصيات تجارب مختلفة مع العبودية، وذلك هو السبب في أن قصصهم ورواياتهم تختلف عن بعضها البعض.
بالإضافة إلى الألم، يحاول العديد من الشخصيات الرئيسية تجميله بطريقة تخفف وطأة ما حدث. على سبيل المثال، تستمر سيث في ترديد ما قالته فتاة بيضاء عن ندوبها التي على ظهرها، واصفةً إياها بـ«شجرة الكرز. جذع وفروع وحتى أوراق الشجر» (16).

## الآثار النفسية للعبودية
بسبب تجارب العبودية قمع معظم العبيد هذه الذكريات في محاولة لنسيان الماضي، وقد أدى هذا القمع والتفكك إلى تفتيت الذات وفقدان الهوية الحقيقة، وهو ما اختبره كلا من دنفر وسيث وبول د. حيث لا يمكن معالجته إلا من خلال تقبل الماضي واسترجاع ذكرى هوياتهم الحقيقية، كان دور محبوبة تذكير هذه الشخصيات بذكرياتهم المكبوتة والذي أدى في نهاية المطاف إلى إعادة اندماجهم بأنفسهم.

«الذات» كلمة قام الغير بتعريفها، والقوة في الجمهور وبشكل أدق في الكلمة نفسها؛ فإن تغيرت الكلمة تغيرت على اثِرها الهوية. واجهت كل الشخصيات في رواية محبوبة تحدي صنع الذات الذي تألّف من «استرجاع شريط الذكريات»، وتحدّد بفعل التصورات واللغة، وكانت الرغبة في ماضِ طبيعي والخوف من الذكرى التي قد تقودهم «لمكان لن يستطيعوا العودة منه» عوائق حالت دون القدرة على إعادة تشكيل الذات.

## الأعمال المقتبسة
حُوِلت الرواية إلى فيلم سينمائي في عام 1998 من إخراج جوناثان ديم وإنتاج وبطولة أوبرا وينفري.
وفي يناير (كانون الثاني) من عام 2016 تم بث محبوبة كمسلسل إذاعي من إخراج باتريشيا كامبر، حيث يتكون المسلسل من 10 حلقات ويُبث على راديو بي بي سي 4 كجزء من برنامجها 15 مينت دراما.

## الإرث
حازت الرواية على جائزة فريدريك ج. ميلتشر للكتاب، والتي سميت على اسم رئيس تحرير مجلة الناشرون الأسبوعية. وقالت موريسون أثناء تسلُّمِها للجائزة في 12 أكتوبر من عام 1988:«لا يوجد نصب تذكاري مناسب أو لوحة أو حائط أو إكليل أو حديقة أو ردهة في ناطحات سحاب قد تُكرم ذكرى الإنسان الذي استُعِبد وأُخذ للولايات المتحدة»، وواصلت موريسون حديثها قائلة:«لا يوجد مقعد بجانب الطريق». أقوال موريسون ألهمت الكتّاب، وبدأ مجتمع توني موريسون اليوم بتنصيب مقاعد في مواقع مهمة في تاريخ العبودية في أمريكا كما ذكرته صحيفة نيويورك تايمز، وأشار أول «مقعد بجانب الطريق» على ما حدث في 26 يوليو في جزيرة سوليفان في جنوب كارولينا، وهو مكان دخول نحو 40% من الأفارقة المستعبدين الذين أُحضروا للولايات المتحدة.
كما حازت على جائزة الكتاب السنوي السابع عام 1988، الذي يقيمه مركز روبرت ف. كينيدي للعدالة وحقوق الإنسان والتي تُمنح لأكثر الروائيين ايمانا وقوة في عكس أهداف روبرت كينيدي المتمثلة في اهتمامه في الفقراء والضعفاء، ونضاله من أجل الشرف وتحقيق العدالة، وقناعته أن المجتمع المحترم هو من يمنح الشباب فرصا عادلة، وإيمانه أن الديمقراطية الحرة يمكن أن تعالج التفاوتات في القوة والفرص.

## تفاعل النقاد مع الرواية
أثار نشر رواية محبوبة في عام 1987 استحسانا كبيرا لموريسون، وعلى الرغم من تأهل الرواية للفوز بجائزة الكتاب الوطنية إلا أنها لم تنل شرف الفوز بها، حيث وقّع 48 كاتب وناقد أمريكي ذوي أصول أفريقية على احتجاج تم نشره في صحيفة نيويورك تايمز، وفازت الرواية بعدة جوائز أخرى مثل:
[جائزة بوليتزر عن فئة الأعمال الخيالية]] في عام 1988، جائزة روبرت كينيدي للكتاب، جائزة ميلتشر للكتاب، جائزة مؤسسة يندهيرست، جائزة المر هولمز بوبس.
وبالرغم من المكانة التي وصلتها الرواية والشعبية التي حصلت عليها كواحدة من أكثر روايات موريسون تميزا وبراعة إلا أنها لم ترقى لذلك النجاح العالمي.
قام بعض المراجعين بنحت الرواية بالتركيز على العاطفة المفرطة وتصوير الاثارة لأبطال الاستعباد، ووصف تجارة الرقيق كإبادة جماعية تشبه المحرقة. في حين أشاد البعض بالخيال الاستثنائي والعميق للرواية.
حلل المعلقون الرواية بالنظر لأبعادها الأسطورية وتركيزها السياسي كما لو أنها استكشاف للعائلة والفواجع الإنسانية وكبت للذاكرة، بالإضافة إلى محاولة استرجاع التاريخ وإعطاء الأمريكيون الأفارقة صوت للذكرى المشتركة.
وأشار النقاد وموريسون ذاتها في الواقع إلى أن رثاء محبوبة والذي أثار جدل «أكثر من ستة ملايين» إنما استمد من عدد من الدراسات حول تجارة الرقيق الأفارقة والتي قدرت أن ما يقارب نصف الركاب في كل سفينة «شحن» لقوا حتفهم أثناء مصادرتهم إلى أمريكا.
وناقش الباحثون إضافة إلى ذلك طبيعة شخصية محبوبة وما إذا كانت شبحا أم شخصية حقيقية.
وانتقدت عدة مراجعات لاحقة - والتي افترضت أن محبوبة هي تجسيد خارق لأبنة سيث- القصة كونها تثير الربكة وغير مقنعة، مع ذلك أشارت اليزابيث ب. هاوز أن محبوبة ليست شبحا وأن الرواية في الواقع ما هي إلا قصة واحدة من بين اثنتين من الحالات المحتملة للخطأ في تحديد الهوية، مع تأثر محبوبة بفقدان والديها الأفارقة بدأت بتصديق أن سيث هي والدتها، في حين تتوق سيث للقاء ابنتها الميتة وبالتالي فهي سهلة الاقتناع بأن محبوبة هي نفس الطفلة التي فقدتها، وبمثل هذا التفسير فكت هاوز رموز العديد من الجوانب المحيرة في الرواية مؤكدة قلق موريسون من العلاقات العائلية.
ومنذ أواخر عام 1970 كان هناك بالفعل تركيز قوي على طريقة تمثيل موريسون للتجربة الأفريقية الأمريكية وتاريخها، وكانت فكرة أن الكتابة ما هي إلا وسيلة للشفاء والتعافي بمثابة أسلوب متَبع في العديد من هذه الدراسات، فعلى سبيل المثال أشار تيموثي باول أن تعافي موريسون من الشعارات السوداء أعادت تعريف السواد على أنه «إثبات، وحضور، وجمال»، في حين أشار ثيودور أو. مويسون، جي أر، أن قصص موريسون قامت بتوحيد المجتمعات.

قام العديد من النقّاد باستكشاف الذاكرة وهو ما أطلقت عليه سيث «إعادة استرجاع الذكريات»، وفي ضوء هذا الموضوع وضعت سوزان باورز الكاتبة موريسون في «كتابة تنبؤية عن الأفارقة الأمريكيين وعن التاريخ الطويل للتقليد» الذي يعود للماضي، «كاشفةً» عن أهوال وفواجع الماضي من أجل «تغييره»، وقد فسر بعض النقاد تصوير موريسون للفواجع والذاكرة من خلال إطار خاص بالتحليل النفسي، واستكشف أشرف رشدي كيف أن«المشاهد الأولى» في الرواية كانت بمثابة «فرصة وركن فاعل لاكتشاف الذات من خلال الذاكرة» و «إعادة استرجاع الماضي»، ومن ناحية أخرى أشار جل ماتوس أن تصوير موريسون للفواجع «لا يمثل ببساطة المعنى الشفائي»: ففي ظهور الأشباح من أجل طردهم أو تخليد ذكرى لهم استفزازٌ لقرّاء الرواية من أجل الخوض في تجربة غير مباشرة للفاجعة واستعمالهم كوسيلةً للنقل.

وكانت ردة فعل آن سنيتو تجاه رواية محبوبة توضح بدقة كيف أن انتقادات موريسون بدأت في التطور والمضي نحو استنباط أنماط جديدة للتفسير، وقالت سنيتو في مراجعتها للرواية عام 1987 أن شبح محبوبة الذي ظهر في منتصف السرد كان «طفيفا جدا» و «مجوفا» مما جعل الرواية بأكملها «هادئة»، وغيرت سنيتو موقفها بعد قراءتها للانتقادات التي فسرت وجود محبوبة بطريقة مغايرة حيث نظرت للأمر على أنه أكثر تعقيدا وتكلف من مجرد شبح واقعي، شي يتطلب أشكالا مختلفة من التعبير الإبداعي والتفكير النقدي.

وتعد الصراعات في العمل هنا عقائدية (وأيديولوجية) بالإضافة إلى كونها انتقادية: فهي تأخذ بعين الاعتبار تعريف وتقييم الأدب الأمريكي والأمريكي الأفريقي، كما تهتم بالعلاقة بين الفن والسياسة إلى جانب التوتر القائم بين الاعتراف والاعتماد.

أصبح النقاد- في تحديد نصوص موريسون كأدب أمريكي أفريقي- أكثر التفاتا للسياق التاريخي والاجتماعي، كما أنهم أصبحوا أكثر اكتراثا بطريقة تداخل خيال موريسون بأماكن محددة ولحظات زمنية معينة، وكما لاحظت جينينغز أن العديد من روايات موريسون حدثت في مجتمعات سود معزولة حيث الممارسات الأفريقية والنظم العقائدية ظلت نشطة ولم تهمشها ثقافة البيض المهيمنة، ولكن من المحتمل أن القوى الأخرى قد شكلت المجتمع بشكل غير مباشر.
وعلق ماتوس على روايات موريسون اللاحقة "أنها قد ركزت بشكل عميق على لحظات تاريخية معينة"، "من خلال تداخلها مع تاريخ الاستعباد وبلدة هارم في بداية القرن العشرين، و[انها] لحظات قد صورت وأحيت ذكرى جوانب من تاريخ السود التي قد أصبحت في طي النسيان وباتت مجرد ذكرى مهملة.

## روابط خارجية
- محبوبة على موقع الموسوعة البريطانية (الإنجليزية)

## وصلات خارجية
لا توجد روابط لمواقع التواصل الاجتماعي.